# Legalismo (filosofia chinesa)
No direito e filosofia chineses, o legalismo (ou ainda legismo) (em língua chinesa: 法家; pinyin: Fǎjiā), foi uma das seis principais escolas de pensamento durante os períodos da Primavera e Outono e dos Reinos Combatentes. O legalismo pode ser considerado uma visão pragmática de filosofia política. Seus princípios essenciais são os da jurisprudência, sendo assim o legalismo parte importante do direito da China. 
"Legalismo" pode significar, de uma maneira geral, "filosofia política que sustenta o poder da lei", e portanto é distinguida do significado ocidental. Largamente ignorando a moral ou questões sobre como a sociedade deveria funcionar em termos ideais, a escola examinou o governo da época, enfatizando uma consolidação realista da riqueza e do poder do autocrata e do estado, com o objetivo de conseguir crescentes ordem, segurança e estabilidade.
O legalismo era a filosofia política central da Dinastia Qin, culminando na unificação da China pelo 'Primeiro Imperador' (Qin Shi Huangdi). O pensamento legalista frequentemente foi comparado com a obra do pensador político florentino Nicolau Maquiavel, e com o Artaxastra, de Cautília.
Tinha laços estreitos com outras escolas. Influenciou o taoismo e o confucionismo, e ainda mantém até hoje uma grande influência sobre a administração, a política e a prática legal na China.

## Princípios
O legalista chinês Han Fei trabalha com os três princípios desta filosofia, os quais seriam utilizados pelo filósofo moderno Feng Youlan para uma classificação dos legalistas:
- Fa (法, fǎ): "Lei", "método" ou "padrão", uma lei do princípio. O código legal deve ser escrito de forma clara e deve ser feito público. Todas as pessoas sob a jurisdição do governante são iguais perante a lei. Leis devem recompensar aqueles que obedecem-nas e punir de acordo aqueles que não o fazem. Assim, garante-se que as ações tomadas sejam prognosticadas. Em adição, o sistema legal comanda o Estado, não o governante. Se a lei é garantida de forma efetiva, mesmo um governante fraco será forte. De acordo com o sinólogo Herrlee Glessner Creel, esta escola teve duas principais correntes: uma fundada por Shang Yang, focada no direito penal; e uma segunda, chamada Fa-Jia, fundada por Shen Buhai, focada no papel do governante dentro da burocracia.[18]
- Shu (術, shù): "Arte" ou "técnica". Táticas especiais ou secretas devem ser tomadas pelo governante para garantir que outros não tomem controle do Estado. Assim, ninguém pode prever as motivações do governante, e portanto não é possível saber que atitude lhe pode agradar, exceto seguir as leis (fa). Nesta escola se inclui Shen Buhai, em outras classificações tido como parte da Fa-Jia.
- Shi (勢, shì): "Força", consistindo em legitimidade, poder ou carisma. É a posição do governante que possui o poder, não o governante em si. Para tanto, análises do contexto, dos acontecimentos e dos fatos são essenciais para o governante. Este enfoque era parte do legalismo de Shen Dao, mas este mesmo não teve um séquito considerável conhecido.

## História
Num período de confusão que se impôs no decurso da história da China conhecido como período dos Estados Combatentes, uma corrente de pensamento surgiu discreta mas fortemente no seio da filosofia chinesa: foi a escola jurista, ou legista (ou ainda legalista), de propostas originais e surpreendentes na época. Seus maiores representantes foram Shang Yang e Han Fei, que, no século III a.C., sintetizou os princípios da doutrina. Acreditando que a restauração dos valores sociais e o fim da corrupção social estavam relacionados à sublimação dos interesses próprios, os legistas acreditavam que era necessário criar uma lei forte, capaz de regular as funções e os papéis sociais, de abrir mão de liberdades pessoais e seguir um propósito de organização coletiva.
Frequentemente, se considera Shang Yang o primeiro filósofo legalista. Contratado pelo duque Xiao de Qin, ele foi incumbido de tornar Qin um Estado forte e desenvolvido. Shang Yang fez muitas reformas no Estado, sendo uma das principais a ideia do avanço de graduações, retirando o status da aristocracia e suas vantagens, fazendo com que tanto os aristocratas quanto o povo fossem iguais legalmente. Tal reforma contribuiu muito para a efetivação de um sistema centralizado. Assim, o Estado de Qin tornou-se o primeiro Estado no mundo a ter um governo central.
A lei era usada para criar um paradoxo no qual os agentes imperiais poderiam escolher qual lei aplicariam em determinada situação. A arte (shu) estava no calculado excesso de leis criadas, as quais, apesar de serem claras individualmente, criavam um sistema no qual uma mera acusação poderia ser dada a qualquer um, que estaria violando algo, com a inocência sendo dificilmente provada.
Xun Zi, mestre de Hanfeizi, influenciou essas concepções, provavelmente por acreditar que todos os homens eram maus de nascença, marcando sua presença na base teórica desta doutrina. Este era um passo decisivo na regulação da vida cotidiana; haveria leis para todos, destituindo o papel de sabedoria atribuído em geral aos conselhos, juízes e funcionários. Tinha-se medo também que isso contrariasse uma lei do Céu, embora os legistas acreditassem estar viabilizando-a. De qualquer forma, houve um grande embate para que esta doutrina fosse absorvida nos meios administrativos. E quando o foi, sofreu modificações que, de certa forma, ratificaram as divisões e desigualdades as quais buscava combater.
Em dinastias posteriores, o legalismo perdeu crédito e deixou de ser uma escola independente de pensamento. Entretanto, tanto observadores confucionistas da política chinesa antigos e modernos argumentam que algumas ideias legalistas foram mantidas no confucionismo predominante e ainda possuem um papel no governo. A filosofia da China imperial poderia ser descrita como externamente confucionista e internamente legalista, isto é, absorvendo ideias legalistas com uma superfície confucionista. Apesar de que, nas dinastias Sui e Tang, influências budistas também foram incluídas externamente.[carece de fontes?]

## Influência
O pensador confucionista Xun Zi é, muitas vezes, considerado como influenciado pelas ideias legalistas, principalmente porque dois de seus discípulos, Li Si e Han Fei, eram Legalistas estritos.
Mais recentemente, Mao Tsé-Tung, que possuía certo conhecimento de filosofia chinesa, comparou-se a Qin Shi Huang e aprovou publicamente alguns métodos legalistas. Um desses métodos aprovados pelo Partido Comunista da China na década de 1980, sob administração de Deng Xiaoping, é o sistema de recompensa e punição, que aumentou o tamanho do governo de Pequim no processo.

### Legalismo Coreano
A história do legalismo coreano remonta ao Gyeonggukdaejeon, livro de leis compilado na Dinastia Joseon. Há opiniões diversas sobre o legalismo dentro da sociedade sul-coreana, já que, mais recentemente, o Conselho Supremo para a Reconstrução Nacional o usou como ferramenta de governo. As ideias do legalismo coreano são próximas às do chinês, mas frequentemente distinguidas pelo que os coreanos percebem como um uso chinês do legalismo para legitimar o imperialismo.

### Filosofias Relacionadas
- Confucionismo
- Meritocracia
- Moísmo
- Platonismo
- Realismo

### Filosofias Contrastantes
- Taoísmo
- Estoicismo